# 梁雪瑤
梁雪瑤（英語：Sheryl Leung，1993年6月7日—），是一位香港女性模特兒、歌手和演員，是2018年度亞洲小姐競選香港賽區的「冠軍」得主。2020年推出第一首派台歌並成為獨立歌手，亦加入仁美清叙慈善機構理事。自2022年後，多次參與舞台劇演出。

## 簡歷

### 早年
梁雪瑤的祖籍是廣東惠州，兒時在香港勵德邨長大，後期與家人搬至元朗村屋，她畢業於香港真光中學、香港城市大學建築系學士及以優異成績入讀澳洲墨爾本大學建築系，獲得碩士取錄。曾於關善明建築設計公司任職，在學時期和畢業後有兼職模特兒工作。2023於香港大學取得理科碩士學位。

### 參加選美
2018年度參加亞洲小姐香港賽區選拔，獲得香港區冠軍。當選後簽約亞洲電視數碼媒體，獲安排拍攝不同節目及廣告，2020年結束合約。

### 成為歌手
2020年推出第一首派台歌《二人總比一人好》，並親自填詞，成為獨立歌手，獲得AEG音樂新人獎。2021年1月推出第二首派台歌《王子與矮人》。

## 音樂作品
- 2020年：二人總比一人好（歌名出自舊約聖經傳道書4章9節）
- 2021年：王子與矮人
- 2022年：如果明天
- 2024年：悲傷成長書

## 演出作品

### 電視節目
- 2018年：亞洲電視《2018亞洲小姐競選香港區決賽》、《2018亞洲小姐競選總決賽》
- 2019年：亞洲電視《亞視迎新春 好友慶團圓》、《2019亞洲小姐競選香港區決賽》
- 2020年：亞洲電視《Asia Music show》
- 2021年：無綫電視《姊妹淘》（第四輯，第286集嘉賓）

### 主持節目
- 2019年：亞洲電視《Yummy》、《珠海長隆亞姐開心玩樂篇》
- 2020年：VieSimple《星級廚神之魂》

### 音樂劇
- 2023年：《得個夢，冇銀用》

## 活動

### 品牌活動
- 2018年：Zenecom 牽你康代言人
- 2019年：Vangoh 鐘錶展覽嘉賓
- 2021年：周大福Soinlove 宣傳模特兒

### 慈善活動
- 2019年：Jessica 旭茉雜誌慈善跑
- 2019年：冬日陽光基金紅十字會捐血形象大使
- 2020年：仁美清敘《加港慈善樂聖誕》